# Poldek Pfefferberg
Leopold « Poldek » Pfefferberg, né le 20 mars 1913 à Cracovie et mort le 9 mars 2001 à Beverly Hills, aussi connu sous le nom de Léopold Page, est un survivant américano-polonais de la Shoah.
Il convainc l'écrivain australien Thomas Keneally de consacrer un roman au rôle de l'industriel allemand Oskar Schindler dans le sauvetage de plus de 1 000 juifs internés en camp de concentration durant la Seconde Guerre mondiale. Une adaptation cinématographique du roman La Liste de Schindler (Schindler's List) est réalisée par Steven Spielberg.

## Biographie

### Jeunesse
Leopold Pfefferberg est né le 20 mars 1913 dans une famille juive de Cracovie, ville faisant alors partie de l'Empire austro-hongrois. La maison familiale se trouvait au 48 de la rue Grodzka à Cracovie. Il obtient une maîtrise d'éducation physique à l'université  Jagellonne de Cracovie. Il enseigne dans un lycée de Cracovie jusqu'en 1939,.

### Seconde Guerre mondiale
En 1939, Leopold Pfefferberg rejoint l'armée polonaise et prend part à la défense du pays contre l'invasion allemande. Il est blessé à la jambe au cours d'un engagement près de la rivière San et doit la vie à son sergent-major, qui le transporte dans l'hôpital de campagne de Przemysl.

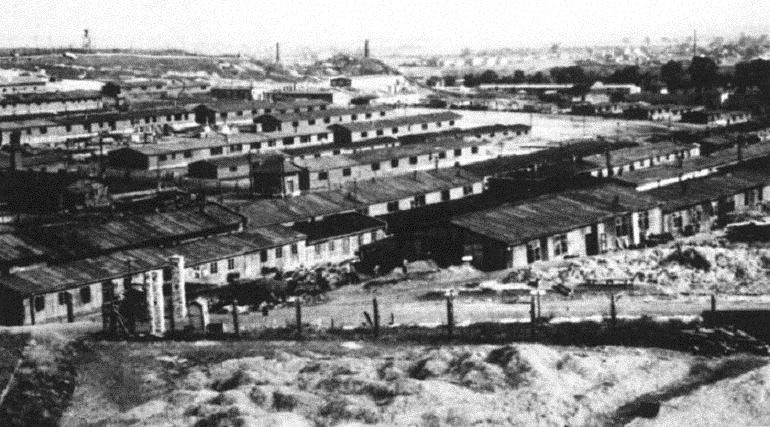
Camp de Plaszow, où Poldek a été envoyé.

Après la défaite de la Pologne et sa partition entre l'Allemagne nazie et l'Union soviétique, Leopold Pfefferberg rejoint sa mère dans le ghetto juif de Cracovie. Il rencontre l'industriel allemand Oskar Schindler, qui embauche sa mère afin de redécorer son appartement. Il fait des transactions au marché noir pour l'industriel. Leopold Pfefferberg et son épouse Ludmilla sont envoyés dans le camp de concentration de Płaszów, dont le commandant fournit des travailleurs forcés à Oskar Schindler. L'industriel s'arrange pour que le couple soit transféré dans l'usine qu'il dirige, la Deutsche Emailwarenfabrik, située à proximité du camp. Là, les ouvriers sont mieux traités et ont le droit à une soupe chaude chaque jour.
En 1944, lorsqu'elle est transférée à Brünnlitz, Oskar Schindler convainc les autorités allemandes de lui laisser emmener « ses » juifs. Leopold Pfeffeberg est le numéro 195 de la « liste de Schindler ». Ils seront 1 200 à être transférés dans cette nouvelle usine. Schindler soudoie les autorités afin de les protéger jusqu'à la fin de la Seconde Guerre mondiale. Après la guerre, Leopold Pfefferberg promet à l'industriel qu'il popularisera son histoire et fera de lui une célébrité.

### Après guerre
Leopold Pfefferberg émigre aux États-Unis avec son épouse Ludmilla. Le couple, qui adopte le nom de Page, ouvre une maroquinerie à Beverly Hills. Leopold Page cherche un écrivain qui puisse raconter l'histoire d'Oskar Schindler. En 1980, il fait la connaissance de l'auteur Thomas Keneally, qui se trouve dans sa boutique afin d'acheter une mallette en cuir. Il lui confie son histoire et le convainc de consacrer un livre à Oskar Schindler,.
Le roman historique de Keneally, intitulé La Liste de Schindler (Schindler's Ark), est dédié à la mémoire de l'industriel, ainsi qu'à Poldek Pfefferberg, « dont le zèle et la persévérance ont permis l'écriture de ce livre » (« …to Leopold Pfefferberg, who by zeal and persistence caused this book to be written »),. Vendu à plusieurs millions d'exemplaires, il remporte le prix Booker en 1982. Son adaptation cinématographique, La Liste de Schindler (Schindler's List), est réalisée par Steven Spielberg. Le film est récompensé à sept reprises lors de la 66e cérémonie des Oscars.

## voir aussi